# Marquesado de Moya
El marquesado de Moya es un título nobiliario español  de carácter hereditario concedido por la reina Isabel I de Castilla el 4 de julio de 1480 al conquense —de familia conversa— Andrés Cabrera, señor de Moya y Chinchón, caballero de la Orden de Santiago, mayordomo, consejero y tesorero del rey Enrique IV de Castilla, y partidario de Isabel la Católica en la Guerra de Sucesión Castellana, que tuvo bajo custodia el Alcázar de Segovia (Alcázar que entregó a Isabel y Fernando en momento crítico de la guerra que enfrentaba a estos con los seguidores de Enrique IV y la Beltraneja) y estuvo enfrentado con los hermanos Arias-Dávila, especialmente con el Obispo de Segovia Juan Arias Dávila, tío paterno de Pedrarias Dávila.
Su nombre hace referencia a la villa conquense de Moya, cuyo señorío le había entregado Enrique IV en 1463, y fue su esposa Beatriz Fernández de Bobadilla, camarera mayor y gran amiga de Isabel la Católica, de quien se llegó a decir que  «después de la reina de Castilla, la Bobadilla».
Beatriz falleció en Madrid el 17 de enero de 1511 y, meses después, el 4 de octubre falleció su esposo Andrés de Cabrera.
Su actual propietario es Carlos Fitz-James Stuart y Martínez de Irujo, duque de Alba.